# Gryazev-Shipunov GSh-6-30
El Gryazev-Shipunov GSh-6-30 es un cañón rotativo ruso de 30 mm empleado por los aviones de combate de la Unión Soviética y posteriormente de la CEI. 

## Desarrollo
El GSh-6-30, diseñado a inicios de la década de 1970 y entrando en servicio en 1975, es un cañón rotativo de 6 cañones similar al Gryazev-Shipunov GSh-6-23. Está basado en el AO-18 naval empleado en el sistema AK-630. Al contrario de la mayoría de cañones rotativos estadounidenses modernos, es accionado por los gases del disparo en lugar de eléctricamente, permitiéndole alcanzar su máxima cadencia de disparo con mayor rapidez y lanzar más balas al blanco en una ráfaga corta. Su percusión es eléctrica, al igual que la del GSh-6-23.
El GSh-6-30 dispara el cartucho 30 x 165, con una bala que pesa 390 g. Con una cadencia de disparo tan alta, es un arma devastadora, aunque su utilidad táctica está restringida al suministro de municiones. Esta limitación puede ser el motivo por el cual este cañón tuvo pocas aplicaciones aéreas.
A bordo del MiG-27, el Gsh-6-30 tuvo que ser montado oblicuamente para absorber el retroceso (5.500 kg). El cañón era conocido por su alta (frecuentemente inconfortable) vibración y gran ruido. La vibración del fuselaje producía grietas por fatiga en los tanques de combustible, numerosas fallas en los equipos de radio y aviónica, se debían emplear pistas iluminadas para vuelos nocturnos (ya que las luces del tren de aterrizaje eran frecuentemente destruidas), desprendimiento o bloqueo de las puertas del tren de aterrizaje delantero (que al menos causaron 3 aterrizajes forzosos), rajaduras en la mira reflectora, eyección accidental de la cubierta de la cabina y al menos en una ocasión, el panel de instrumentos cayó al piso en pleno vuelo. La gran cantidad de esquirlas que producían las balas al detonar era suficiente para dañar aviones que atacaban (o volaban) a 200 metros del área de impacto.
El principal empleo del GSh-6-30 es a bordo del MiG-27 "Flogger", que lo transporta en una góndola bajo el fuselaje, principalmente para ataque a tierra. Fue instalado en algunos aviones Su-25TM, pero fue reemplazado por el cañón automático doble GSh-30-2 del Su-25 original. También es empleado en el sistema de defensa aérea cercana Kashtan CIWS.